# Elvis Kabashi
Elvis Kabashi (Massa, 20 febbraio 1994) è un calciatore albanese con cittadinanza italiana, centrocampista svincolato.

## Carriera

### Club
Cresciuto nel settore giovanile dell'Empoli, il 24 agosto 2012 si trasferisce alla Juventus, con cui vince la Coppa Italia Primavera; il 31 luglio 2013 viene riscattato dai bianconeri e il 5 agosto passa in prestito al Pescara. Nel successivo mese di gennaio fa ritorno alla Juventus, venendo poi ceduto nel mese di agosto al Den Bosch. Il 31 agosto 2015 passa a titolo temporaneo al Pontedera; il 31 agosto 2016 il prestito viene rinnovato per un'altra stagione.
Il 12 settembre 2017 viene tesserato con un biennale dalla Viterbese, da cui si svincola nel mese di dicembre; il 22 gennaio 2018 passa al Livorno, con cui conquista la promozione in Serie B. Dopo aver trascorso alcuni mesi da svincolato, il 3 aprile 2019 firma con la Dinamo Bucarest. Il 23 luglio passa al Renate, con cui dopo pochi mesi rinnova fino al 2022.
Messosi in mostra come uno dei migliori giocatori della categoria, il 6 agosto 2021 si lega al Como con un biennale; il 30 agosto 2022 viene acquistato dalla Reggiana, con cui firma un annuale con opzione. Dopo aver ottenuto la seconda promozione in Serie B in carriera, il 6 luglio 2023 rinnova fino al 2025 con gli emiliani.Il 3 febbraio 2024 segna la sua prima rete in serie B nel pareggio casalingo contro la Feralpisalò.

### Nazionale
Ha giocato nella nazionale albanese Under-19.

## Statistiche

### Presenze e reti nei club
Statistiche aggiornate al 31 luglio 2025.
| Stagione         | Squadra          | Campionato       | Campionato | Campionato | Coppe nazionali | Coppe nazionali | Coppe nazionali | Coppe continentali | Coppe continentali | Coppe continentali | Altre coppe | Altre coppe | Altre coppe | Totale | Totale |
| Stagione         | Squadra          | Comp             | Pres       | Reti       | Comp            | Pres            | Reti            | Comp               | Pres               | Reti               | Comp        | Pres        | Reti        | Pres   | Reti   |
| ---------------- | ---------------- | ---------------- | ---------- | ---------- | --------------- | --------------- | --------------- | ------------------ | ------------------ | ------------------ | ----------- | ----------- | ----------- | ------ | ------ |
| 2013-gen. 2014   | Pescara          | B                | 1          | 0          | CI              | 1               | 0               | -                  | -                  | -                  | -           | -           | -           | 2      | 0      |
| gen.-giu. 2014   | Juventus         | B                | -          | -          | CI              | -               | -               | UCL+UEL            | -                  | -                  | SI          | -           | -           | -      | -      |
| 2014-2015        | Den Bosch        | ED               | 21         | 2          | CO              | 1               | 0               | -                  | -                  | -                  | -           | -           | -           | 22     | 2      |
| 2015-2016        | Pontedera        | LP               | 26         | 3          | CI+CI-LP        | 0+1             | 0               | -                  | -                  | -                  | -           | -           | -           | 27     | 3      |
| 2016-2017        | Pontedera        | LP               | 29         | 7          | CI+CI-LP        | 0+1             | 0               | -                  | -                  | -                  | -           | -           | -           | 30     | 7      |
| Totale Pontedera | Totale Pontedera | Totale Pontedera | 55         | 10         |                 | 2               | 0               |                    | -                  | -                  |             | -           | -           | 57     | 10     |
| ago.-dic. 2017   | Viterbese        | C                | 9          | 0          | CI-C            | 1               | 0               | -                  | -                  | -                  | -           | -           | -           | 10     | 0      |
| gen.-giu. 2018   | Livorno          | C                | 10         | 0          | CI+CI-C         | -               | -               | -                  | -                  | -                  | SC-C        | 2           | 0           | 12     | 0      |
| apr.-giu. 2019   | Dinamo Bucarest  | LI               | 3          | 0          | CR              | -               | -               | -                  | -                  | -                  | -           | -           | -           | 3      | 0      |
| 2019-2020        | Renate           | C                | 26+1       | 2          | CI-C            | 2               | 1               | -                  | -                  | -                  | -           | -           | -           | 29     | 3      |
| 2020-2021        | Renate           | C                | 35+4       | 6+3        | CI              | 2               | 0               | -                  | -                  | -                  | -           | -           | -           | 41     | 9      |
| Totale Renate    | Totale Renate    | Totale Renate    | 61+5       | 8+3        |                 | 4               | 1               |                    | -                  | -                  |             | -           | -           | 70     | 12     |
| 2021-2022        | Como             | B                | 19         | 0          | CI              | 1               | 0               | -                  | -                  | -                  | -           | -           | -           | 20     | 0      |
| ago. 2022        | Como             | B                | 2          | 0          | CI              | 1               | 0               | -                  | -                  | -                  | -           | -           | -           | 3      | 0      |
| Totale Como      | Totale Como      | Totale Como      | 21         | 0          |                 | 2               | 0               |                    | -                  | -                  |             | -           | -           | 23     | 0      |
| ago. 2022-2023   | Reggiana         | C                | 30         | 5          | CI+CI           | 0+1             | 0               | -                  | -                  | -                  | SC-C        | 0           | 0           | 31     | 5      |
| 2023-2024        | Reggiana         | B                | 26         | 1          | CI              | 1               | 0               | -                  | -                  | -                  | -           | -           | -           | 27     | 1      |
| 2024-2025        | Reggiana         | B                | 16         | 0          | CI              | 0               | 0               | -                  | -                  | -                  | -           | -           | -           | 6      | 0      |
| Totale Reggiana  | Totale Reggiana  | Totale Reggiana  | 72         | 6          |                 | 2               | 0               |                    | -                  | -                  |             | 0           | 0           | 74     | 6      |
| Totale carriera  | Totale carriera  | Totale carriera  | 253+5      | 26+3       |                 | 13              | 1               |                    | -                  | -                  |             | 2           | 0           | 273    | 30     |

## Palmarès

### Club

#### Competizioni nazionali
- Serie C: 2

Livorno: 2017-2018 (girone A)
Reggiana: 2022-2023 (girone B)

#### Competizioni giovanili
- Coppa Italia Primavera: 1

Juventus: 2012-2013